# 托特·诺埃米
托特·诺埃米（匈牙利語：Tóth Noémi，1976年6月7日—），匈牙利和意大利水球运动员。她曾代表意大利参加2004年夏季奥林匹克运动会水球比赛，结果获得一枚金牌。